# Thryallis sallaei
Thryallis sallaei là một loài bọ cánh cứng trong họ Cerambycidae.